# Gradosorci
Gradosorci (macedónul: Градошорци) település Észak-Macedóniában, a Délkeleti körzetben, a Vaszilevói járásban.

## Népesség
| Lakosok száma | 552  | 654  | 768  | 1077 | 1454 | 1491 | 1473 | 1744 | 1484 |
|               | 1948 | 1953 | 1961 | 1971 | 1981 | 1991 | 1994 | 2002 | 2021 |

- 2002-ben 1744 lakosa volt, akik közül 1041 macedón, 683 török, 5 cigány  és 15 egyéb.